# Maurice Kendall
Pour les articles homonymes, voir Kendall.
Sir Maurice George Kendall, né le 6 septembre 1907 à Kettering et mort le 29 mars 1983, est un statisticien britannique.

## Biographie
Après des études de mathématiques au St John's College de Cambridge, Kendall entame sa carrière au ministère de l’Agriculture du Royaume-Uni. De 1949 à 1961, il occupe la chaire de statistique à la London School of Economics. À partir de 1972, Kendall est directeur de l’enquête mondiale sur la fécondité menée par l’Institut international de statistique en collaboration avec l’ONU. Membre de la Royal Statistical Society en 1943, il en est le président à deux reprises.
Maurice Kendall est fait chevalier en 1974.

## Publications
- (en) Maurice Kendall, « A New Measure of Rank Correlation », Biometrika, vol. 30, nos 1–2,‎ 1938, p. 81–89 (DOI doi:10.1093/biomet/30.1-2.81, JSTOR 2332226).
- Rank correlation methods, 1948.
- An introduction to the theory of statistics (avec George Udny Yule), 1968.